# Oescus Island
Oescus Island (englisch; bulgarisch остров Ескус ostrow Eskus) ist eine niedrige, unvereiste, in südost-nordwestlicher Ausrichtung 380 m lange und 40 m breite Insel im Archipel der Südlichen Shetlandinseln. Sie liegt in der Gruppe der Onogur-Inseln vor der Nordwestküste von Robert Island und besteht aus zwei über eine Landzunge verbundene Teile. Von Redina Island trennt sie eine 120 m breite Meerenge, von Kovach Island ist diese 160 m und von Leeve Island 130 m breit.
Britische Wissenschaftler kartierten sie 1968, bulgarische 2009. Die bulgarische Kommission für Antarktische Geographische Namen benannte sie 2013 nach dem antiken Römerkastell Colonia Ulpia Oescus im Norden Bulgariens.